# Neperigea perolivalis
Neperigea perolivalis là một loài bướm đêm trong họ Noctuidae.